# 烏日交流道
烏日交流道為臺灣國道三號的交流道，位於臺灣臺中市烏日區螺潭里、溪埧里交界處，指標為207k，連結臺中市環中路八段，也是溪尾里重要的聯絡要道。
|  | 207 烏日 |  | 烏日 |

## 簡述
烏日交流道係以服務臺中市烏日區為主，透過連絡道（環中路，計畫名稱為臺中生活圈道路系統二號線）可進而服務臺中都會區。因考慮與國道三號主線橫交市道127號之路幅狹小，且兩側民宅密集，故於市道127號東側新闢一條連絡道。
此交流道屬部份苜蓿葉型交流道。為因應車流，故南下入口與北上出口之匝道均配置雙車道，其餘匝道為單車道。此交流道之匝道設計速率為每小時40公里，最小半徑120公尺，最大縱坡5%。

## 鄰近公路
- 市道127號
- 中110線
- 中111線

## 外部連結
- 國道三號烏日交流道示意圖 （页面存档备份，存于）（交通部高速公路局）